# Those Who Dance (film 1930)
Those Who Dance è un film del 1930 diretto da William Beaudine.
Remake del film muto del 1924 L'agguato (Those Who Dance) diretto da Lambert Hillyer.

## Trama
Dan Hogan è un detective della polizia che insegue il famoso gangster Diamond Joe Jennings.